# Phrosinella pilosifrons
Phrosinella pilosifrons är en tvåvingeart som beskrevs av Allen 1926. Phrosinella pilosifrons ingår i släktet Phrosinella och familjen köttflugor. Inga underarter finns listade i Catalogue of Life.